# Riga Jazz Stage
Riga Jazz Stage är en årligt återkommande musiktävling i Riga, Lettland, som grundades år 2004 – och hade uppehåll 2009–2012, för att återuppstå 2013 – som fokuserar på unga, lovande jazzmusiker från Lettland och omvärlden. Vid tävlingen, som äger rum i början av april, premieras den internationella juryns val av tre sångare och tre instrumentalister med penningpris och inbjudningar till andra festivaler runt om i Europa.
Inför varje år utses också en "artist in residence" – 2018 års artist är den brasilianske basisten Michael Pipoquinha.